# Adela coreana
Adela coreana is een vlinder uit de familie van de langsprietmotten (Adelidae). De wetenschappelijke naam van de soort is voor het eerst geldig gepubliceerd in 1932 door Matsumura. In 1892 benoemde Staudinger haar als Nemophora amatella.